# Matka Ukrajina
Matka Ukrajina (ukrajinsky Україна-Мати, Ukrajina-Máty) je monumentální socha stojící nad ukrajinským hlavním městem Kyjevem. Je součástí Národního ukrajinského muzea druhé světové války. Svou výškou 102 metrů je vyšší než socha Svobody.

## Historie
Původně měla na místě sochy stát dvojice 200 metrů vysokých soch V. I. Lenina a Josifa Stalina, nicméně nad národním muzeem druhé světové války byla vybudována socha jako reakce na památník Matka vlast volá v ruském Volgogradu. Stavba sochy z nerezové oceli začala v roce 1979 a dokončena byla roku 1981. Kyjevané pojmenovali sochu jako Viktorie Petrovna podle Viktorije Petrovny Brežněvové, po rozpadu Sovětského svazu se oficiálně jmenovala Matka vlast (ukrajinsky Батьківщина-Мати). Po výměně na ní umístěného sovětského státního znaku za státní znak Ukrajiny byla socha přejmenována na Matka Ukrajina. Autorem pomníku byl Jevgenij Vučetič.
Tato výměna znaku na štítě drženém v levé ruce postavy byla započata v červenci 2023 a dokončena byla 6. srpna 2023.

## Popis
Socha měří 102 metrů a váží 56 tun, je postavena z nerezové oceli. Socha v jedné ruce drží 16 metrů vysoký meč, ve druhé pak 13 metrů vysoký a 8 metrů dlouhý velký štít s ukrajinským státním znakem.